# Station Berkakit

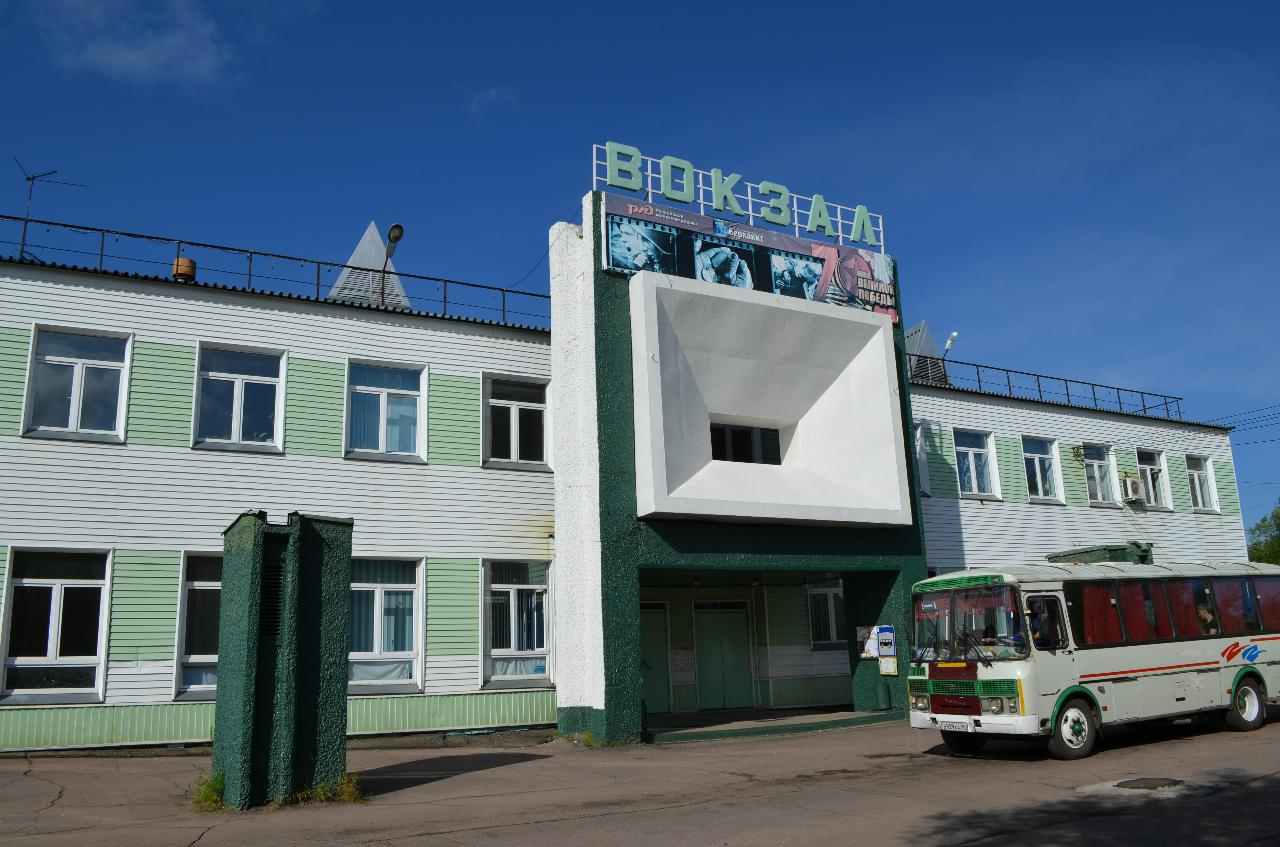
Voorzijde van het station

Station Berkakit (Russisch: станция Беркакит) is een spoorwegstation op de grens van de Spoorlijn Amoer-Jakoetsk en de Kleine BAM bij de gelijknamige plaats Berkakit in de Russische autonome republiek Jakoetië. Het ligt tussen de stations Zolotinka (dichterbij: wisselplaats Obortsjo) en Nerjoengri-Passazjirskaja, op 220 kilometer van Station Tynda, 1117 kilometer van Station Novy Oergal (beiden aan de BAM) en 899 kilometer van Station Nizjni Bestjach (AJaM). Het spoorwegvervoer wordt uitgevoerd door de Verre-Oostelijke spoorlijn.
Het station werd geopend in 1979. Bij het station bevindt zich een groot transportknooppunt met een groot aantal rangeersporen. Ook staat er een gedenkteken voor de spoorwegarbeiders die de spoorlijn aanlegden.

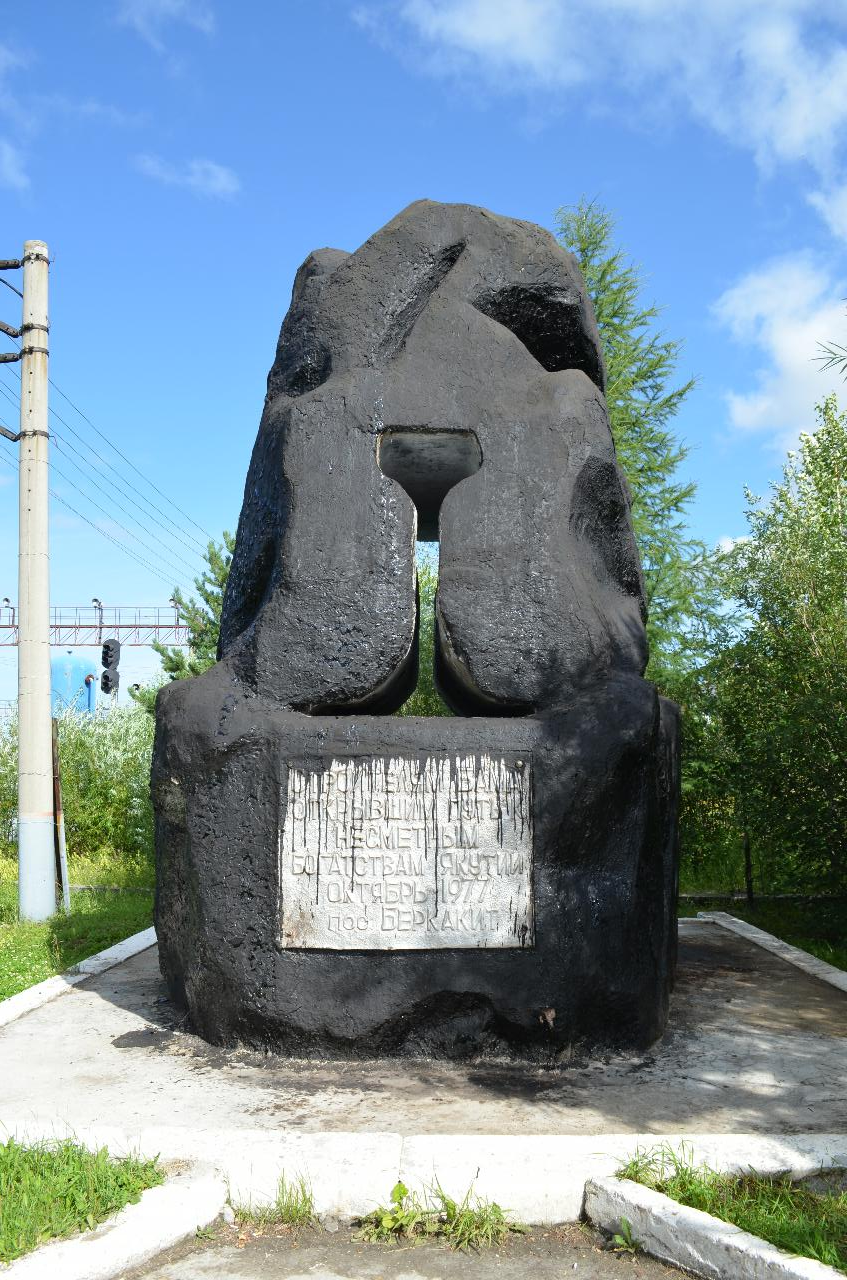
Gedenkteken voor de spoorwegarbeiders (1977)